# Urussanga (kommun)
Urussanga är en kommun i Brasilien.   Den ligger i delstaten Santa Catarina, i den södra delen av landet, 1 400 km söder om huvudstaden Brasília. Antalet invånare är 20 222.
Följande samhällen finns i Urussanga:
- Urussanga

I omgivningarna runt Urussanga växer i huvudsak städsegrön lövskog. Runt Urussanga är det ganska glesbefolkat, med 31 invånare per kvadratkilometer.